# Heteronormativitate
Heteronormativitatea este o teorie potrivit căreia heterosexualitatea instituționalizată constituie standardul pentru legăturile interpersonale legitime și prescrise din punct de vedere sociosexual.
Este vorba de afirmarea a două premise concomitent: (1) Singurul stil de viață acceptabil este acela în care 
fiecare este atras romantic și trăiește cu o persoană de sex opus și (2) o persoană trebuie să se conformeze regulilor 
sociale care decid ce e considerat a fi feminin și masculin.
Heteronormativitatea este concepția conform căreia heterosexualitatea este normalitate și singura formă de sexualitate acceptabilă în societate. Ea afectează colectivitatea socială atât la nivel structural și instituțional, cât și la nivel social și individual.